# ダニー・キャノン
ダニー・キャノン（Danny Cannon, 1968年 - ）は、イングランドの映画監督、脚本家、プロデューサーである。

## キャリア
16歳のころより映画を撮り始めている。1990年に国立映画テレビ学校を卒業する。
1990年代には『Strangers』（1990年）、『プレイデッド』（1993年）の後にシルヴェスター・スタローン主演の大作『ジャッジ・ドレッド』（1995年）を撮る。
2000年代からは『CSI:科学捜査班』、『NIKITA / ニキータ』、『ALCATRAZ/アルカトラズ』といったテレビシリーズの仕事が増加する。2014年にはテレビシリーズ『GOTHAM/ゴッサム』のパイロット版の監督を務め、さらにエグゼクティブ・プロデューサーの1人となった。

## フィルモグラフィー

### 映画
- Strangers (1990) 監督・脚本
- プレイデッド The Young Americans (1993) 監督・脚本
- ジャッジ・ドレッド Judge Dredd (1995) 監督
- フェニックス Phoenix (1998) 監督
- ラストサマー2 I Still Know What You Did Last Summer (1998) 監督
- GOAL! Goal! (2005) 監督

### テレビシリーズ
- CSI:科学捜査班 CSI: Crime Scene Investigation (2000-2007) 計11話脚本、計25話監督、計85話製作総指揮
- CSI:マイアミ CSI: Miami (2002-2005) 計2話監督、計24話製作総指揮
- CSI:ニューヨーク CSI: NY (2004-2011) 計64話製作総指揮
- イレブンス・アワー Eleventh Hour (2008-2009) 計3話監督、計18話製作総指揮
- DARK BLUE/潜入捜査 Dark Blue (2009-2010) 企画、計5話監督、計19話製作総指揮
- NIKITA / ニキータ Nikita (2010-2013) 計6話監督、計73話製作総指揮
- gotham/ゴッサム (2014-) 製作総指揮、計9話監督、計8話脚本